# Al filo de la ley (película de 1992)
Al filo de la ley es una película argentina de acción-thriller dirigida por Juan Carlos Desanzo sobre su propio guion escrito en colaboración con José Pablo Feinmann. Es protagonizada por Rodolfo Ranni, Gerardo Romano, Katja Alemann y Ulises Dumont. Fue filmada en FujiColor y se estrenó el 7 de mayo de 1992.

## Sinopsis
Una pareja de delincuentes que roba un hotel en Miami es seguida a la Ciudad de Buenos Aires por un encargado de seguridad.

## Reparto
- Rodolfo Ranni …Rodolfo Rivas
- Gerardo Romano …Raúl Fontana
- Katja Alemann …Mónica Ferraro
- Ulises Dumont …Gauna
- Denni De Biaggi
- Jorge Sassi …Oficial Sánchez
- Sergio D'Angelo
- Vando Villamil …Beany
- Marcos Woinski …Gerente
- Theodor Mc Nabey
- Enrique Mazza
- Elena Gardé
- Daniel Ripari
- Miguel Ruiz Díaz
- Juan José Martella
- James Murray
- Ricardo Barrié
- Fausto Collado
- Francisco Ramos

## Comentarios
Gustavo J. Castagna en El Amante del Cine de mayo de 1992 escribió:

« Desanzo… continúa alejándose del clasicismo de los films de género de décadas pasadas interesándose, nuevamente, por bucear sólo la periferia del policial y descartar cualquier intento innovador...el cine de Desanzo bordea el género en cuanto a sujetar sus historias con personajes cercanos al estereotipo dentro de una narración provista de todos los "clichés" posibles y siempre aferrada a la violencia exterior que una y otra vez ofrecen sus películas. …por momentos, parece el capítulo-presentación de una serie, donde el género desvía su interés a la parodia en cuanto a la estructura narrativa y presentación de sus tres personajes centrales….En el plano final de Al filo de la ley los tres personajes centrales exclaman que "la ley y el orden han sido restaurados". Por supuesto que el cine no ha tenido una suerte similar.. »

Ricardo García Oliveri en Clarín dijo:

«Delitos, con cierto humor….un entretenimiento eficaz.»

Manrupe y Portela escriben:

«Diálogos poco creíbles y algo de acción espectacular y ruidosa para explotar el sonido Ultraestéreo…Obvia y casi entretenida.»